# Peach megye
Peach megye az Amerikai Egyesült Államokban, azon belül Georgia államban található. Megyeszékhelye és legnagyobb városa Fort Valley. Lakosainak száma 27 981 fő (2020. április 1.). Peach megye Macon, Crawford, Houston és Taylor megyékkel határos.

## Népesség
A megye népességének változása:
| Lakosok száma | 27 777 | 27 568 | 27 571 | 27 014 | 26 720 | 27 981 |
|               | 2010   | 2011   | 2012   | 2013   | 2015   | 2020   |